# 72 Dangerous Animals: Latin America
72 Dangerous Animals: Latin America es una serie documental australiana de 12 capítulos producida por Showrunner Productions en colaboración con Netflix y emitida en 2017.

## Argumento
En los primeros 11 capítulos de la serie se presentan una selección de 72 animales hallados en Latinoamérica, con muestras de vídeo, área de distribución de cada animal, opiniones de expertos, testimonios de testigos oculares y de víctimas de la vida real, cada animal es analizado para determinar que tan peligroso puede ser hacia la gente. Al final de cada capítulo se seleccionaba un ganador entre las especies aparecidas, el cual era el animal más peligroso, y en el capítulo final los 11 animales seleccionados de los capítulos anteriores eran reevaluados para ordenarlos en un conteo que determinaba al más peligroso de todos.

## Episodios
A continuación se muestran los animales presentados en el programa, en orden de aparición y la posición que obtuvieron en el episodio de acuerdo a su potencial de amenaza hacia los humanos.

### «Peligro en la jungla»(Jungle Jeopardy)
- Jaguar (2nd)
- Vampire fish  (5th)
- Capuchin monkey (4th)
- Fer de lance  (1st)
- Amazonian giant ant (6th)
- Orinoco crocodile  (3rd)

### «Mordidas fatales»(Deathly Bite)
- Orca (4th)
- Armadillo (7th)
- Rattle snake  (2nd)
- Black widow (5th)
- Mosquito (1st)
- Iguana (6th)
- Black caiman (3rd)

### «Los fenómenos»(The Freaks)
- Humbold squid  (2nd)
- Two toed sloth (7th)
- Warrior wasp  (4th)
- Cat fish (5th)
- Brazilian wandering spider  (1st)
- Beaded lizard  (6th)
- Golden lanchhead snake  (3rd)

### «Asesinos o salvadores»(Killer or Saviors)
- Tarantula (6th)
- cayenne tick (2nd)
- Waxy monkey tree frog (4th)
- Jararaca pit viper (1st)
- Arizona bark scorpion  (3rd)
- Gila monster (5th)

### «Cazadores en grupo»(Pack Hunters)
- White tip shark  (4th)
- Fire ant (5th)
- Feral dog (2nd)
- Piranha (6th)
- Sand fly (3rd)
- Killer bee (1st)

### «Asesinos al instante»(One Hit Wonders)
- Boa constrictor (6th)
- Scorpion fish  (5th)
- Bullet ant (3rd)
- Poison dart frog (1st)
- Stingray (4th)
- Assassin caterpillar  (2nd)
- Tegu (7th)

### «Detente, hay peligro»(Stop! Danger Ahead)
- Leopard seal (5th)
- Army ant (6th)
- Puma (4th)
- Recluse spider (3rd)
- Howler monkey (7th)
- Chigoe flea (2nd)
- american crocodile (1st)

### «Mejor dejarlos en paz»(Best Left Alone)
- Electric eel (2nd)
- Capybara (5th)
- Assassin bug (1st)
- Palm pit viper (4th)
- Liama (6th)
- Giant ant eater (3rd)

### «¿Es esto en serio?»(Are They for Real?)
- Elephant seal (4th)
- Tarantula hawk wasp (5th)
- Serpiente de coral (3rd)
- Bot fly (2nd)
- Amazonian giant centipede (6th)
- Vampire bat (1st)
- Solenodon (7th)

### «Cazadores que muerden»(Stealth Hunters)
- Bush master snake (3rd)
- 6 eye sand spider (6th)
- Brazilian yellow scorpion (4th)
- Freshwater snail (2nd)
- Toad fish (5th)
- Bull shark (1st)

### «¿Mito o realidad?»(Killers: Myth or Reality)
- Harpy eagle (4th)
- Seal lion (3rd)
- Goliath bird eating spider (6th)
- Anaconda (1st)
- Manned wolf (7th)
- Candiru (5th)
- Giant otter (2nd)

### «Nuestro conteo final»(The Final Countdown)
- Brazilian wandering spider
- Anaconda
- Bull shark
- Killer bee
- Jararaca pit viper
- American crocodile
- Vampire bat
- Assassin bug
- Poison dart frog
- Mosquito
- Fer de lance